# Misaki Emura
Misaki Emura (江村 美咲?, Emura Misaki; Ōita, 20 novembre 1998) è una schermitrice giapponese, specializzata nella sciabola.

## Carriera
Nel 2022 ha vinto la medaglia d'oro nella sciabola individuale ai Mondiali de Il Cairo.

## Palmarès
- Olimpiadi

Parigi 2024: bronzo nella sciabola a squadre.
- Mondiali

Il Cairo 2022: oro nella sciabola individuale e bronzo nella sciabola a squadre.
Milano 2023: oro nella sciabola individuale.
- Campionati asiatici

Suwon 2014: argento nella sciabola individuale.
Singapore 2015: bronzo nella sciabola individuale e nella sciabola a squadre.
Wuxi 2016: bronzo nella sciabola a squadre.
Hong Kong 2017: bronzo nella sciabola individuale e nella sciabola a squadre.
Chiba 2019: bronzo nella sciabola a squadre.
Seul 2022: argento nella sciabola individuale e nella sciabola a squadre.
- Universiadi

Taipei 2017: oro nella sciabola a squadre; bronzo nella sciabola individuale.